# Velká niva
Velká niva (auf Deutsch etwa: Großes Moor) ist ein nationales Naturreservat (Nr. 1149), das etwa fünf Kilometer westlich der tschechischen Stadt Volary (deutsch: Wallern) im südböhmischen Bezirk Prachatitz liegt. Es gehört zu den Sumpfgebieten der Oberen Moldau, einem Komplex westpaläarktischer Feuchtgebiete internationaler Bedeutung. Die Verwaltung hat das Biosphärenreservat Šumava inne.

## Beschreibung
Das Naturschutzgebiet Velká niva ist ein sehr großflächiges Auen-Torfmoor mit natürlichen Torffichtenwald- und Moorkieferbeständen. Es kommen dort seltene und gefährdete Tier- und Pflanzenarten vor, wie bspw. die Moor-Bergkiefer Pinus mugo rotundata. Das Biosphärenreservat Šumava übt dort den Artenschutz und die Erhaltung der natürlichen Habitate nach der EU-Fauna-Flora-Habitat-Richtlinie aus.

## Geographische Lage
Das 120 Hektar große Schutzgebiet ist östlich des Dorfes Lenora (deutsch: Eleonorenhain) auf einer Höhe von 748 bis 775 Metern über dem Meeresspiegel gelegen und wird von der Straße I/39 von Volnary nach Lenora und weiter in Richtung Milešice (deutsch: Oberschlag) begrenzt. Es wird vom Bach Olšinka, einem linken Nebenfluss der Warmen Moldau, durchflossen. Südwestlich schließt sich das Naturschutzgebiet Malá niva (auf Deutsch etwa: Kleines Moor) an.

## Naturschutz
Als IUCN Ia kategorisiert, gilt Velká niva als Strenges Naturreservat, das allein der Forschung und dem Schutz großer, unbeeinflusster Areale sowie der Erhaltung der Biodiversität und der Umweltbeobachtung vorbehalten ist. Das Betreten des Gebietes ist in der Regel nur im Rahmen wissenschaftlicher Feldarbeit erlaubt.

## Flora und Fauna
Das Naturschutzgebiet besteht hauptsächlich aus einem Wald der seltenen Moor-Bergkiefer Pinus mugo rotundata, durchwachsen von Hänge-Birken (Betula pendula). Er ist von einem kontinentalen Bergkiefern-Moorwald, in dem auch Moor-Birken (Betula pubescens) und Gemeine Fichten (Picea abies) vorkommen, umgeben. Gesäumt ist der Wald von Torffichten.
In der Krautschicht kommen unter anderem Langblatt-Sternmiere (Stellaria longifolia), Fuchs’ Knabenkraut (Dactylorhiza fuchsii), Kleines Zweiblatt (Listera cordata), Rosmarinheide (Andromeda polifolia), Österreichische Gämswurz (Doronicum austriacum), Rundblättriger Sonnentau (Drosera rotundifolia), Wald-Soldanelle (Soldanella montana), Schilfrohr (Phragmites australis), Gewöhnliche Moosbeere (Vaccinium oxycoccos), Trügerisches Torfmoos (Sphagnum fallax), Mittleres Torfmoos (Sphagnum magellanicum), Gewelltblättriges Gabelzahnmoos (Dicranum polysetum) und Sprossender Bärlapp (Lycopodium annotinum) vor.
Man kann hier auf Pilzarten wie Birken-Feuerschwamm (Phellinus laevigatus), Rußgrauer Täubling (Russula consobrina), Sumpf-Täubling (Russula helodes), Schwefelkopfähnlicher Schüppling (Pholiota subochracea), Üppiger Träuschling (Stropharia hornemannii), Beringter Trompetenschnitzling (Tubaria confragosa), Faden-Scheibchen (Vibrissea truncorum), Ockergelbe Kieferntramete (Diplomitoporus flavescens) und Spitzgebuckelter Raukopf (Cortinarius rubellus) treffen.
Viele dort vorkommende Gliederfüßer sind für Torfmoore typisch, wie z. B. Torfmoos-Wolfsspinne (Pardosa sphagnicola), Heidemoor-Rindeneule (Acronicta menyanthidis), Nordischer Rauschbeerwickler (Epinotia gimmerthaliana), Rauschbeerenspanner (Arichanna melanaria), der Blattkäfer Luperus viridipennis, die Flohkäfer Longitarsus suturellus und Minota obesa, Hohlzahn-Flohkäfer (Neocrepidodera femorata), Kleiner Weidenstecher (Temnocerus nanus), Rotfüßiger Lappenrüssler (Otiorhynchus fagi), Gewöhnlicher Sumpfwiesenrüssler (Notaris acridulus) und Kleiner Arvenborkenkäfer (Pityogenes conjunctus).

## Galerie

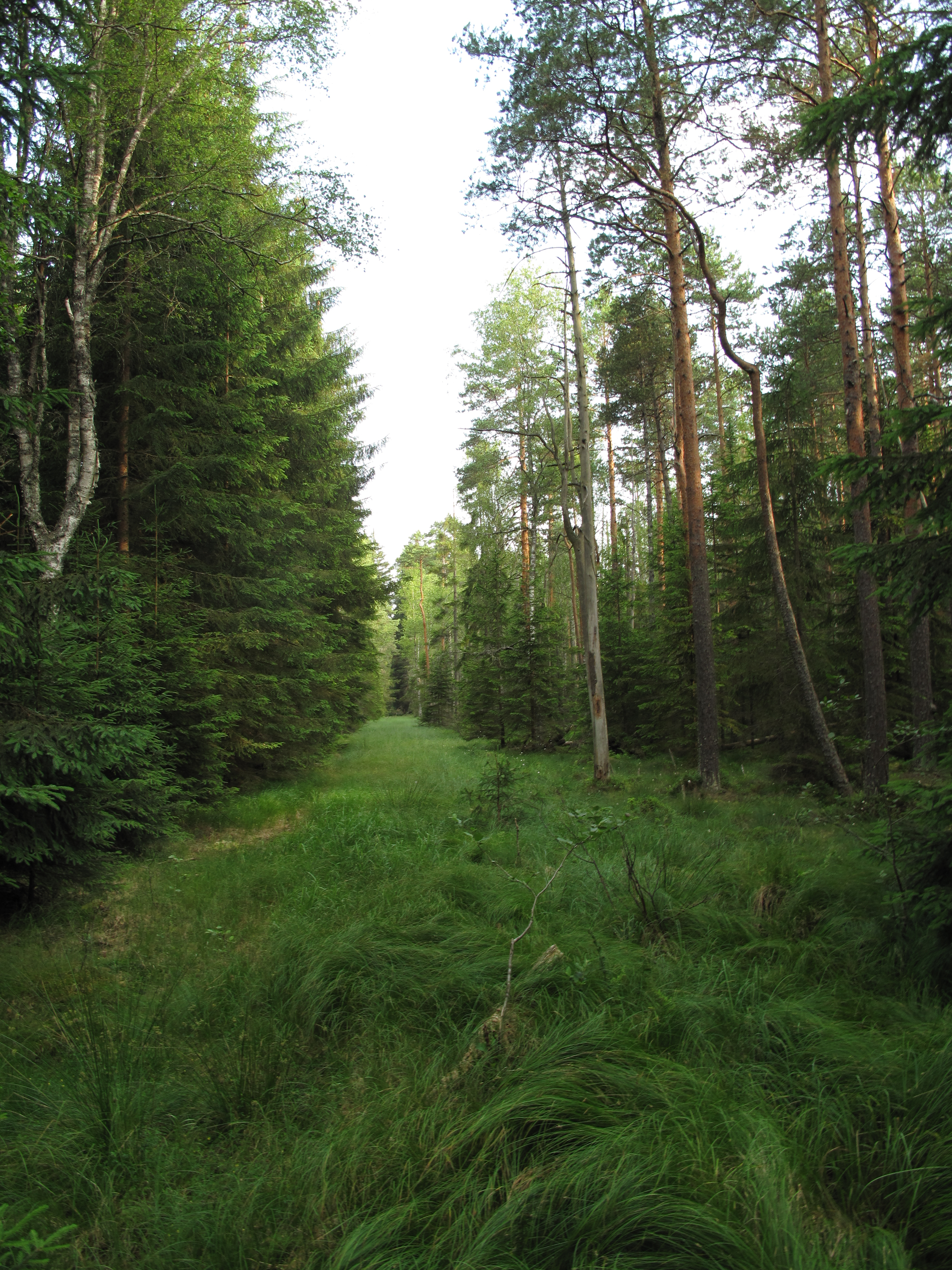
Lichtung
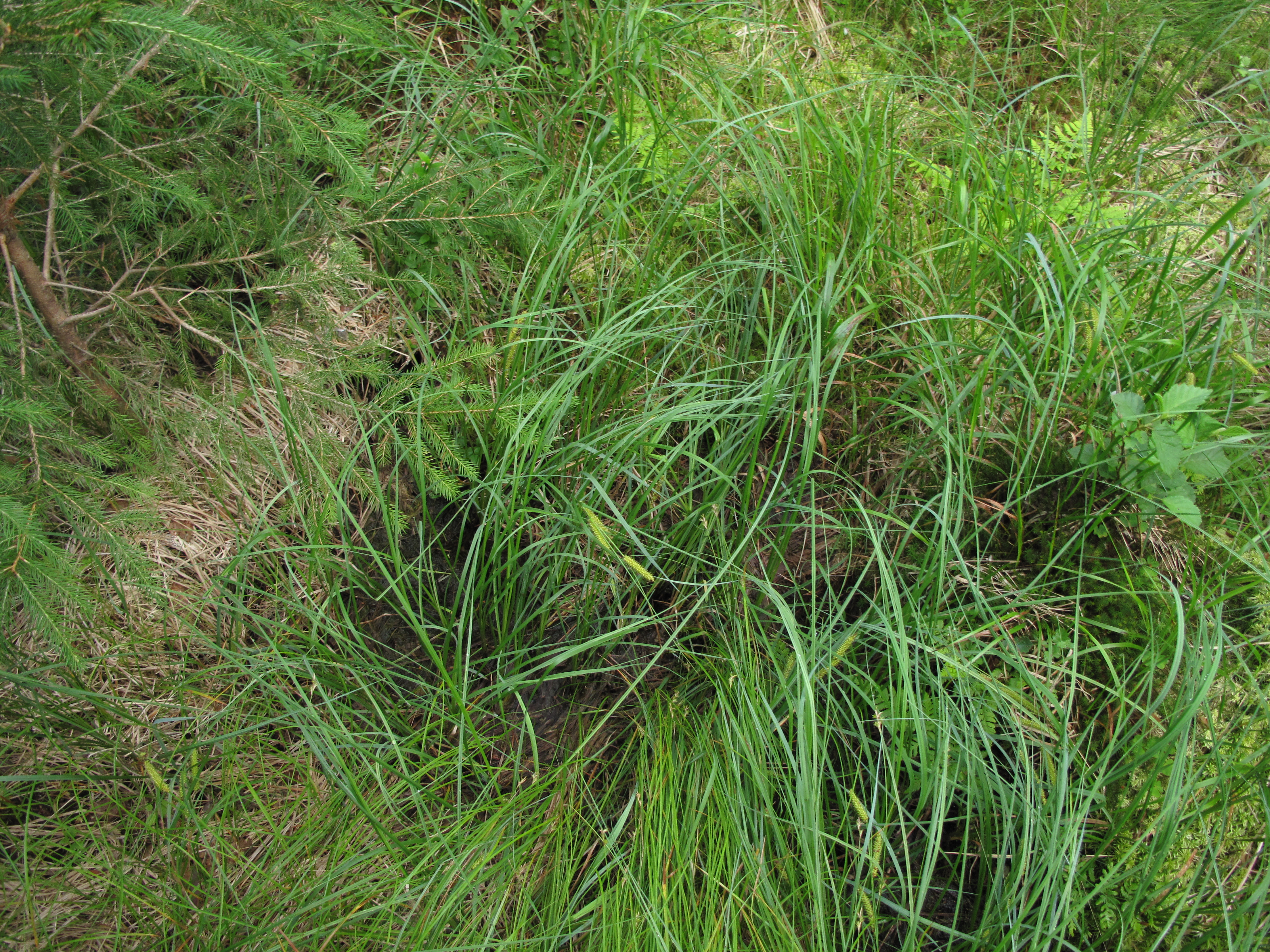
Wilde Wiesen
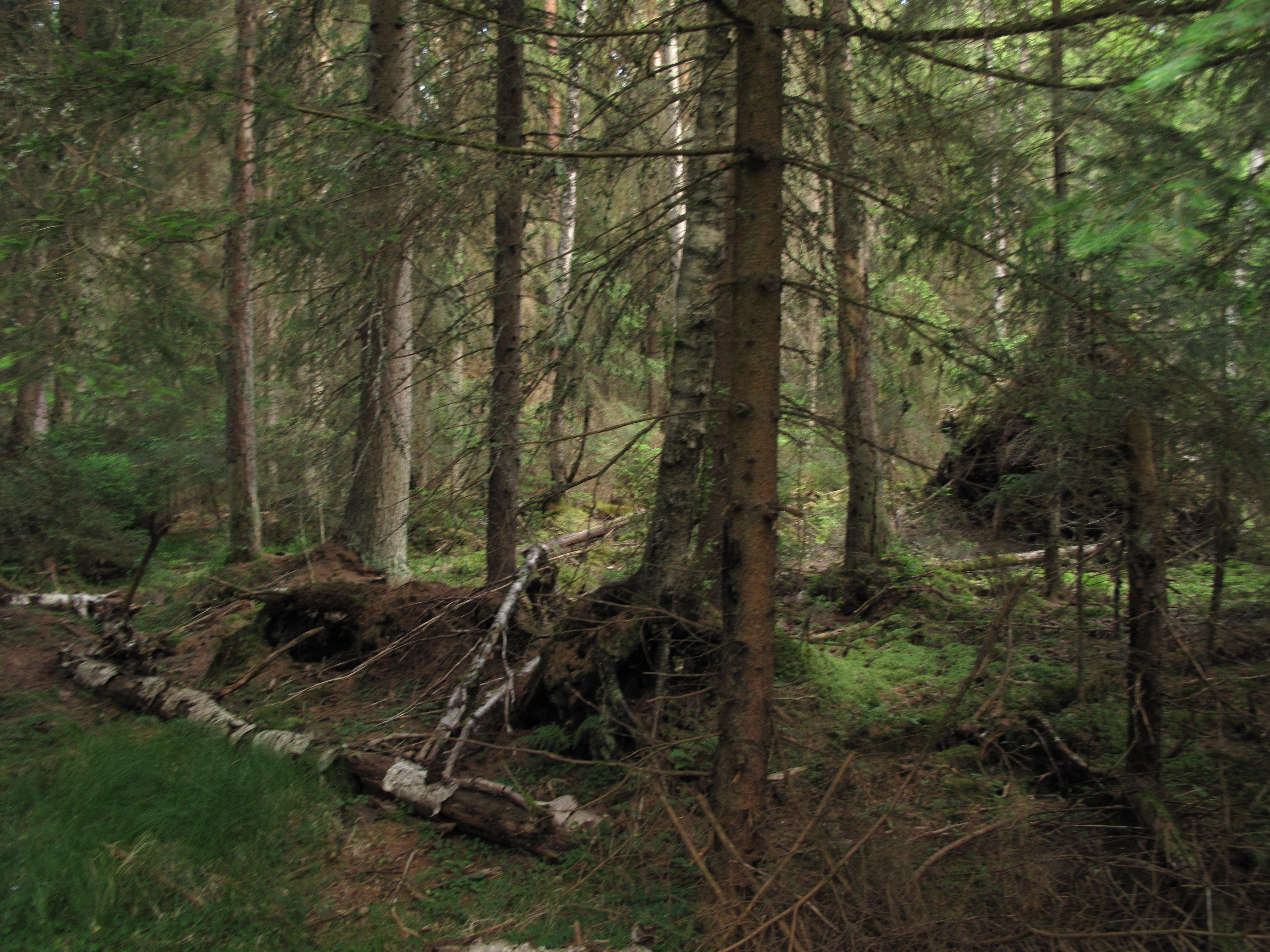
Nadelgehölz
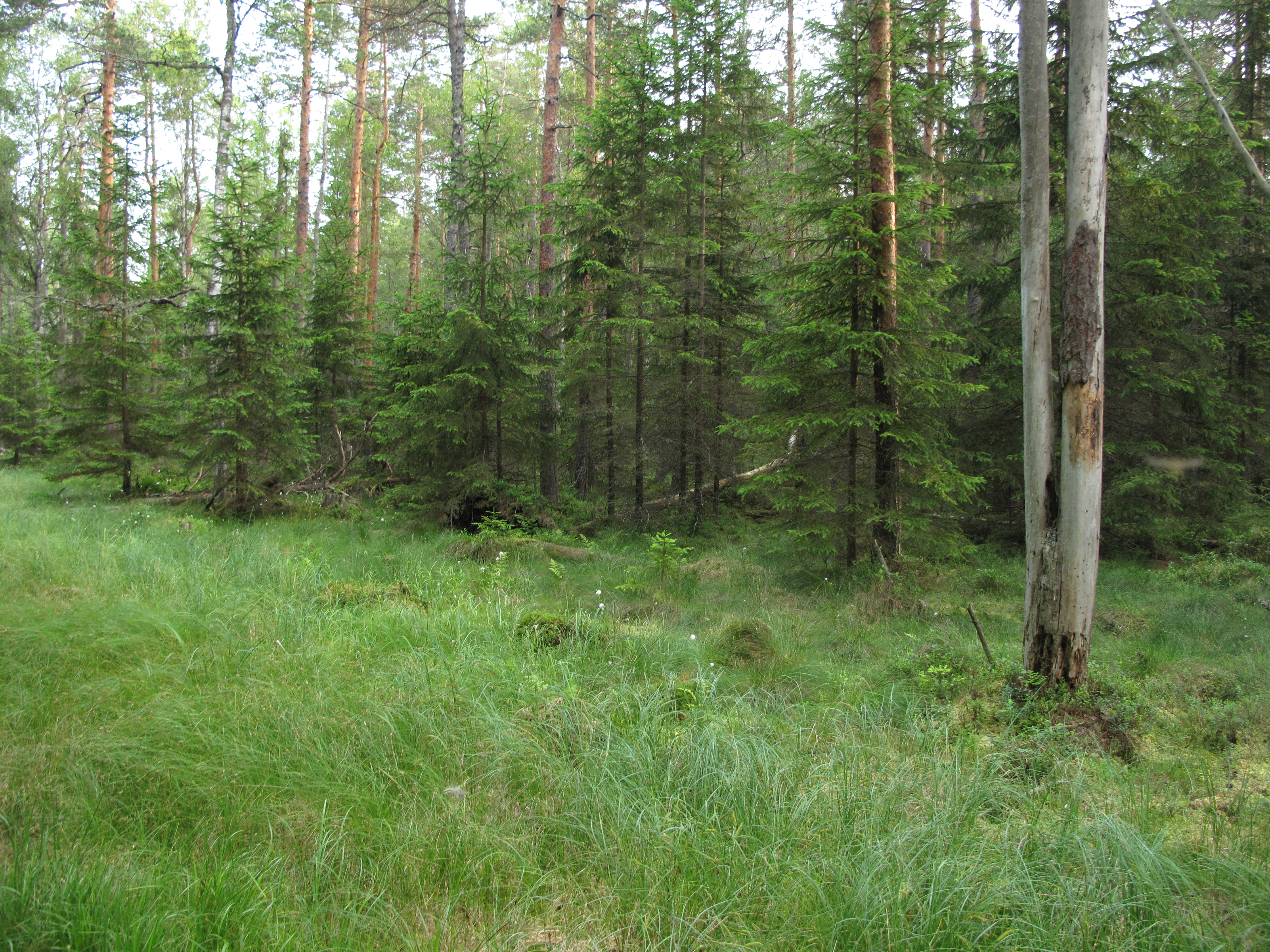
Lichtung
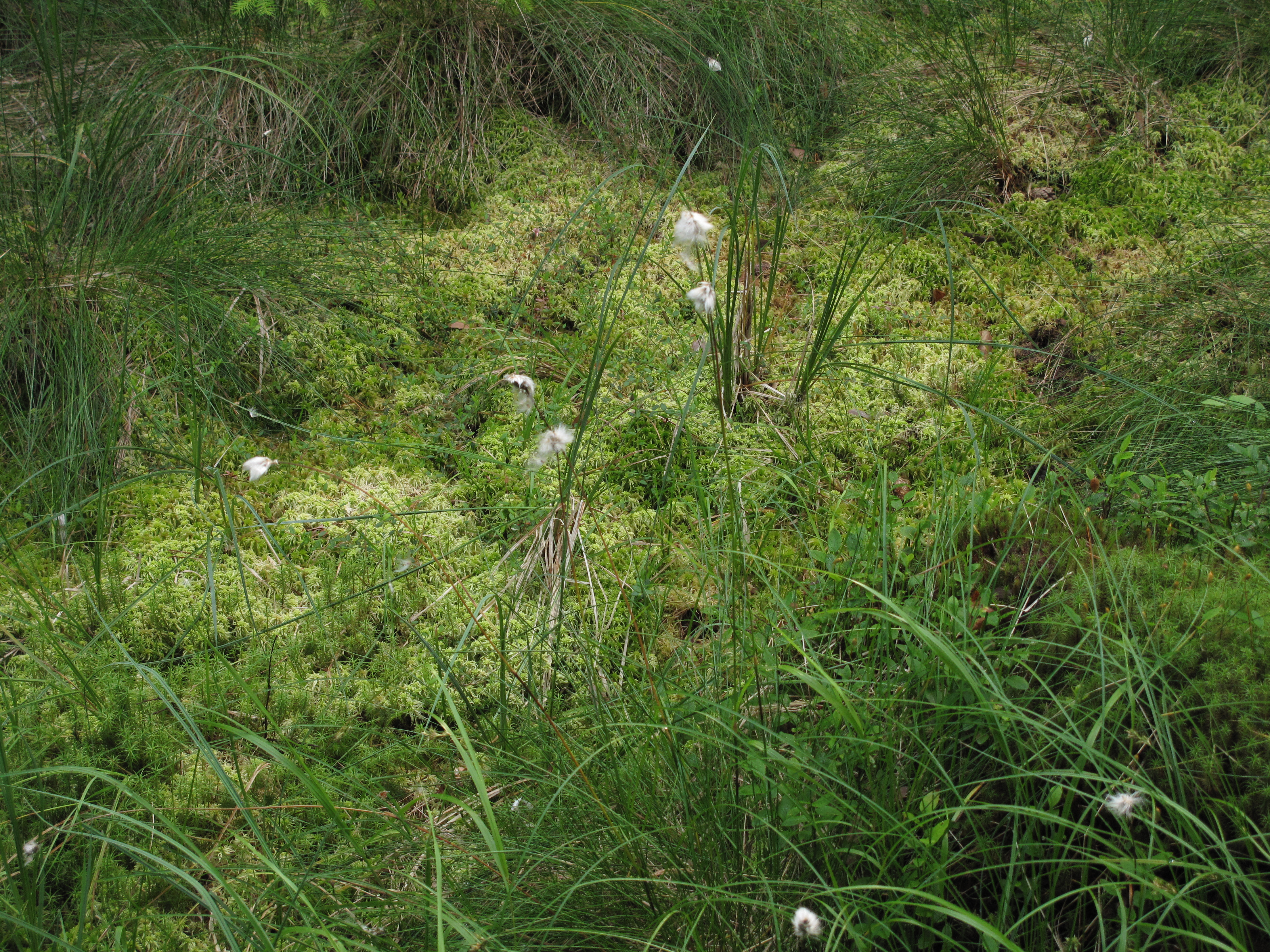
Moos
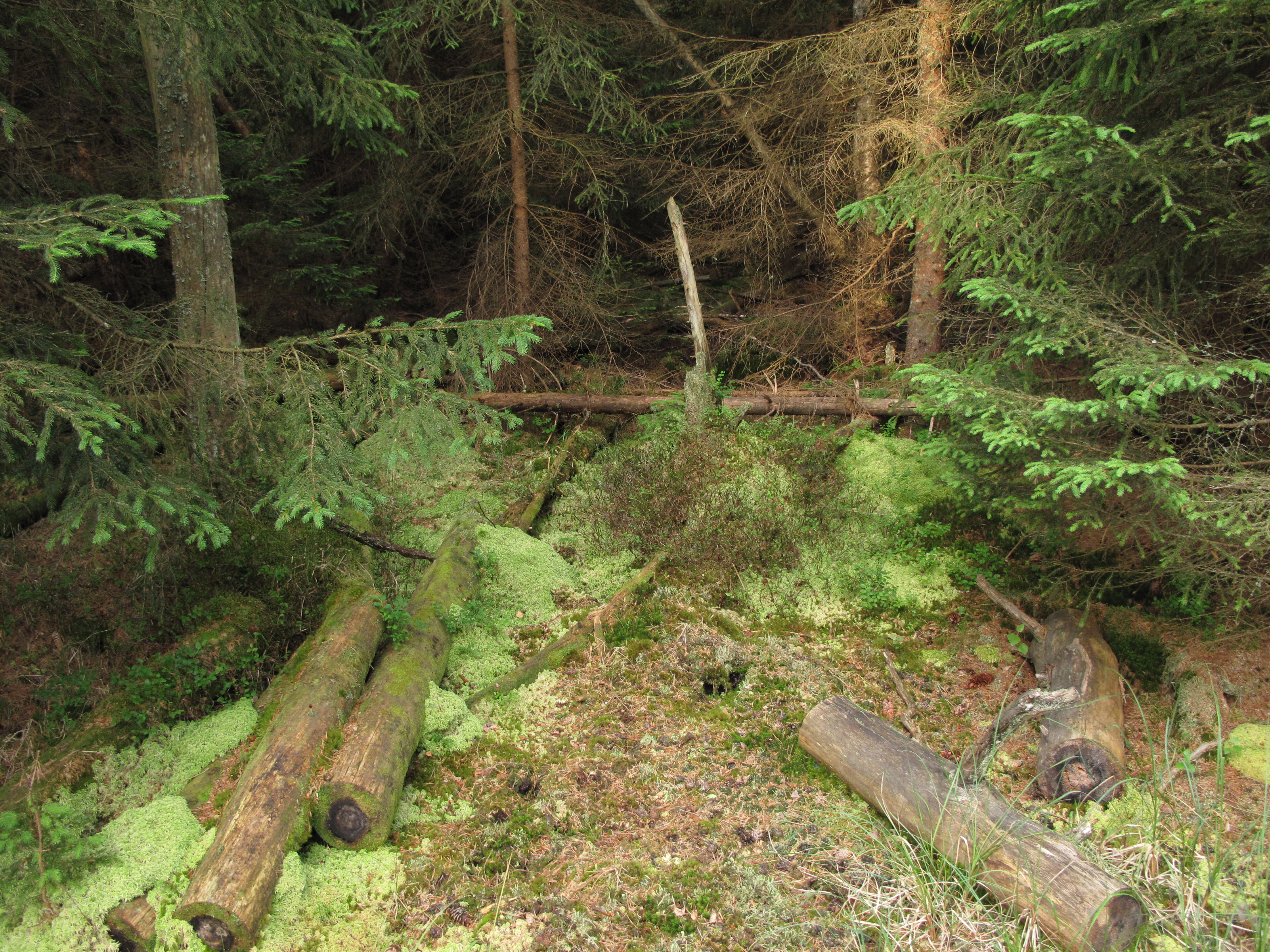
Holzbruch